# گریندیل (ایندیانا)
گریندیل، ایندیانا (به انگلیسی: Greendale, Indiana) یک شهر در ایالات متحده آمریکا با جمعیت ۴٬۵۲۰ نفر است که در ایندیانا واقع شده‌است.

## موقعیت جغرافیایی
موقعیت جغرافیایی شهرها و مناطق اطراف به شرح زیر است: